# تریومف سوپر ۷

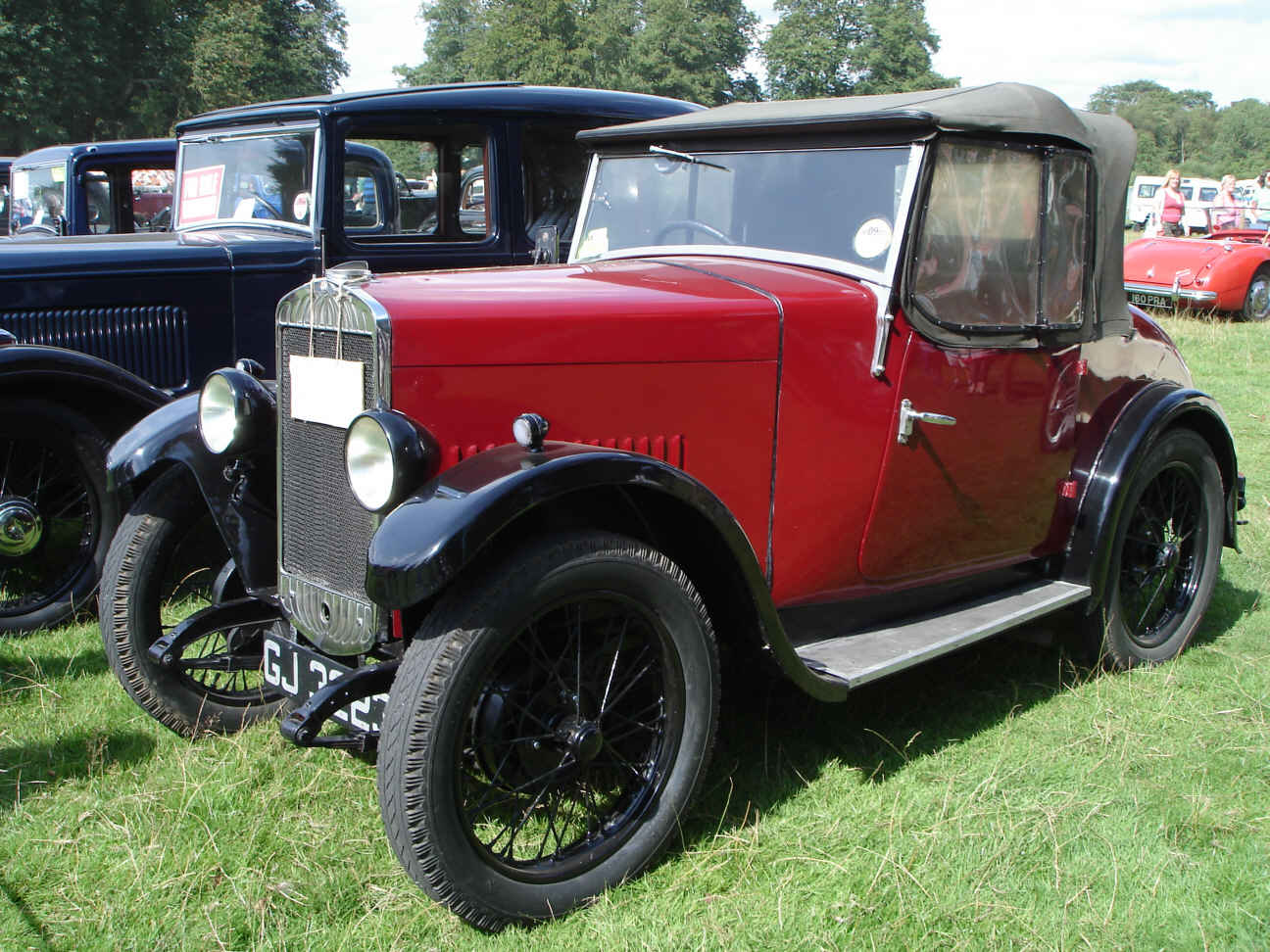

تریومف سوپر ۷ (Triumph Super 7) خودرویی است که در سال‌های ۱۹۲۷ تا ۱۹۳۴۱۷۰۰۰ madeتولید شده‌است. 
موتور آن ۸۳۲ سی‌سی سیستم جعبه‌دندهٔ آن دنده به صورت دستی است.